# Croton submetallicus
Croton submetallicus är en törelväxtart som beskrevs av Henri Ernest Baillon. Croton submetallicus ingår i släktet Croton och familjen törelväxter. Inga underarter finns listade i Catalogue of Life.